# Покорительница волн
«Покорительница волн» (англ. Rip Girls) — американский семейный фильм 2000 года.

## Сюжет
Сидни Миллер — обычная австралийская девчонка тринадцати лет от роду. Но у неё есть давняя мечта — встать на серфборд и покорить волну. Неожиданно Сидни узнаёт, что стала богатой наследницей. Возвращение вместе с отцом на Гавайские острова, которые они покинули после смерти матери девочки, позволяет ей исполнить заветное желание, познать чудо природы и найти новых друзей.

## В ролях
- Камилла Белль — Сидни Миллер[1]
- Дуайр Браун — Бен Миллер, отец Синди
- Стэйси Хесс — Джиа
- Брайан Старк — Кона
- Джинн Мори — Малия
- Кион Янг — Бо
- Джейн Холл — Арьен

## Номинации[2]
- 2001 — Премия «Молодой актёр»
  - Лучшая молодая актриса — Камилла Белль
  - Лучшая молодая актриса второго плана — Стэйси Хесс